# Fountain Inn
Fountain Inn è un comune degli Stati Uniti d'America, situato in Carolina del Sud, nella Contea di Greenville e in parte nella Contea di Laurens.